# Heterospilus alajuelus
Heterospilus alajuelus – gatunek błonkówki z rodziny męczelkowatych i podrodziny Doryctinae.
Ciało długości od 3 do 4 mm. Głowa żółta do jasnobrązowej z poprzecznie żeberkowanymi czołem i ciemieniem oraz gładką twarzą. Czułki z żółtym trzonkiem i brązowo-białym biczykiem. Tułów ciemnobrązowy z żółtym spodem, żółtą, pozbawioną poprzecznych żeberek wzdłuż notauli śródtarczką o granulowanych płatach i gładkim lub żeberkowanym mezopleuronem. Odnóża żółte. Metasoma żółto-brązowa. Pierwsze tergum metasomy u wierzchołka wyraźnie węższe niż dłuższe, a terga od IV do VII gładkie. Pokładełko dłuższe od metasomy.
Gatunek znany wyłącznie z Kostaryki.